# Farley (Engeland)
Farley is een civil parish in het bestuurlijke gebied Staffordshire Moorlands, in het Engelse graafschap Staffordshire. In 2001 telde het civil parish 153 inwoners. Farley komt in het Domesday Book (1086) voor als 'Fernelege'.